# Stella gigante brillante
La classe di luminosità II nella classificazione di Yerkes è assegnata alle giganti brillanti o luminose. Una gigante brillante è una stella che, per dimensioni, è al limite tra le giganti e le supergiganti; tale classificazione è generalmente assegnata alle stelle giganti che presentano una luminosità eccezionalmente elevata, ma non sono sufficientemente brillanti o massicce per essere classificate supergiganti.
Alcune famose stelle classificate come giganti brillanti sono:
- Adhara (ε Canis Majoris): gigante brillante blu-bianca (tipo B)
- Pherkad (γ Ursae Minoris): gigante brillante bianca (tipo A)
- Sargas (θ Scorpii): gigante brillante giallo-bianca (tipo F)
- Dabih (β¹ Capricornis): gigante brillante gialla (tipo G)
- Alphard (α Hydrae): gigante brillante arancione (tipo K)
- Rasalgethi (α¹ Herculis): gigante brillante rossa (tipo M)